# هانس شول
هانس فريتز شول (22 سبتمبر 1918 ـ 22 فبراير 1943) هو عضو مؤسس بحركة الوردة البيضاء المقاومة للنازية في ألمانيا إبان الحرب العالمية الثانية. أعدمه النازيون هو وشقيقته صوفي، التي كانت هي الأخرى من أعضاء الحركة النشطين.

## روابط خارجية
- هانس شول على موقع الموسوعة البريطانية (الإنجليزية)
- هانس شول على موقع مونزينجر (الألمانية)